# Piero Hincapié
Piero Martín Hincapié Reyna (Esmeraldas, 9 de enero de 2002) es un futbolista ecuatoriano. Juega de defensa central o lateral izquierdo y su equipo actual es Bayer Leverkusen de la Bundesliga de Alemania.

## Trayectoria

### Inicios
Hincapié comenzó a jugar al fútbol a los siete años, inicialmente para el club local Escuela Refinería y luego para Emelec y Barcelona. A los diez años, se mudó al Norte América de Guayaquil y, después de una temporada con el Deportivo Azogues, se unió a Independiente del Valle en noviembre de 2016. Hincapié fue ascendido a su primer equipo en agosto de 2019 para un partido de la Serie A de Ecuador con Mushuc Runa. Fue seleccionado para comenzar y jugó la duración completa de una derrota en casa por estrecho margen. En la temporada 2020, después de ganar la Copa Libertadores Sub-20, hizo apariciones desde el banquillo ante Universidad Católica y Macará.

### Talleres (C)
El 20 de agosto de 2020, Hincapié cambió Ecuador por Argentina después de acordar un contrato de 5 años con el equipo de primera división Talleres de Córdoba, quien pagó USD un millón por el 50% de su pase.
A lo largo de un año, jugó veintidós partidos entre el ámbito local y el internacional.

### Bayer 04 Leverkusen
El 16 de agosto de 2021, tras casi 1 año siendo uno de los jugadores más destacados en la 'T' cordobesa, da el salto a Europa, fichando por el Bayer Leverkusen de Alemania, por una cifra de USD 9 millones y con un contrato por 5 temporadas hasta 2026. Hizo su debut el 16 de agosto, entrando en el partido de la fase de grupos de la Liga Europa contra el Ferencváros cuando el Leverkusen ganó 2-1. Marcó su primer gol para el club el 30 de septiembre, anotando el primer gol contra el Celtic en la victoria por 4-0 en la Liga Europa.
El 7 de septiembre de 2022, debutó en la Liga de Campeones de la UEFA en 1 derrota de su equipo ante el Club Brujas de Bélgica en condición de visitante. Jugó de titular todo el encuentro. El 21 de diciembre de 2024 se anunció la extensión de su contrato por dos años más hasta 2029.

## Selección nacional

### Categorías inferiores
Jugó con la selección sub-15 de Ecuador en 2017. En 2019 representó a su país como capitán en la categoría sub-17. Jugó siete partidos en el Campeonato Sudamericano Sub-17 en Perú antes de presentarse cuatro veces en la siguiente Copa Mundial Sub-17 de la FIFA en Brasil.

#### Participaciones en Sudamericanos
| Campeonato                  | Sede      | Resultado    | Partidos | Goles |
| --------------------------- | --------- | ------------ | -------- | ----- |
| Sudamericano Sub-15 de 2017 | Argentina | Primera fase | ¿?       | ¿?    |
| Sudamericano Sub-17 de 2019 | Perú      | Cuarto lugar | 7        | 0     |

#### Participaciones en Copas del Mundo
| Campeonato                  | Sede   | Resultado        | Partidos | Goles |
| --------------------------- | ------ | ---------------- | -------- | ----- |
| Copa Mundial Sub-17 de 2019 | Brasil | Octavos de final | 4        | 0     |

### Selección absoluta
Hizo su debut con la selección mayor el 13 de junio de 2021 en un partido de la Copa América 2021 contra Colombia. El 11 de noviembre, marco el gol de la victoria 1-0 frente a Venezuela. También sería elegido el jugador del partido después de su gran actuación. El 14 de noviembre de 2022 fue incluido en la lista final para la Copa Mundial Catar 2022.
El 29 de mayo de 2024, fue incluido en la lista de 26 futbolistas convocados por Félix Sánchez Bas para su participación en la Copa América 2024.

#### Participaciones en Copas del Mundo
| Mundial           | Sede  | Resultado      | Partidos | Goles |
| ----------------- | ----- | -------------- | -------- | ----- |
| Copa Mundial 2022 | Catar | Fase de grupos | 3        | 0     |

#### Participaciones en eliminatorias
| Mundial            | Sede            | Resultado   | Partidos | Goles |
| ------------------ | --------------- | ----------- | -------- | ----- |
| Eliminatorias 2022 | América del Sur | Clasificado | 11       | 1     |
| Eliminatorias 2026 | América del Sur | Clasificado | 12       | 0     |

#### Participaciones en Copa América
| Copa              | Sede           | Resultado        | Partidos | Goles |
| ----------------- | -------------- | ---------------- | -------- | ----- |
| Copa América 2021 | Brasil         | Cuartos de final | 5        | 0     |
| Copa América 2024 | Estados Unidos | Cuartos de final | 4        | 1     |

### Partidos internacionales
Actualizado al último partido disputado el 10 de junio de 2025.
| \| N.° \| Fecha \| Ciudad \| Rival \| Resultado \| Resultado \| Competencia \| \| --- \| ------------------------ \| --------------- \| -------------- \| ------------ \| --------- \| ----------------------------------- \| \| 1. \| 13 de junio de 2021 \| Cuiabá \| Colombia \| 0-1 \| Derrota \| Copa América 2021 \| \| 2. \| 20 de junio de 2021 \| Río de Janeiro \| Venezuela \| 2-2 \| Empate \| Copa América 2021 \| \| 3. \| 23 de junio de 2021 \| Goiânia \| Perú \| 2-2 \| Empate \| Copa América 2021 \| \| 4. \| 27 de junio de 2021 \| Goiânia \| Brasil \| 1-1 \| Empate \| Copa América 2021 \| \| 5. \| 3 de julio de 2021 \| Goiânia \| Argentina \| 0-3 \| Derrota \| Copa América 2021 \| \| 6. \| 5 de septiembre de 2021 \| Quito \| Chile \| 0-0 \| Empate \| Eliminatorias al Mundial Catar 2022 \| \| 7. \| 9 de septiembre de 2021 \| Montevideo \| Uruguay \| 0-1 \| Derrota \| Eliminatorias al Mundial Catar 2022 \| \| 8. \| 7 de octubre de 2021 \| Guayaquil \| Bolivia \| 3-0 \| Victoria \| Eliminatorias al Mundial Catar 2022 \| \| 9. \| 10 de octubre de 2021 \| Caracas \| Venezuela \| 1-2 \| Derrota \| Eliminatorias al Mundial Catar 2022 \| \| 10. \| 14 de octubre de 2021 \| Barranquilla \| Colombia \| 0-0 \| Empate \| Eliminatorias al Mundial Catar 2022 \| \| 11. \| 11 de noviembre de 2021 \| Quito \| Venezuela \| 1-0 \| Victoria \| Eliminatorias al Mundial Catar 2022 \| \| 12. \| 16 de noviembre de 2021 \| Santiago \| Chile \| 2-0 \| Victoria \| Eliminatorias al Mundial Catar 2022 \| \| 13. \| 27 de enero de 2022 \| Quito \| Brasil \| 1-1 \| Empate \| Eliminatorias al Mundial Catar 2022 \| \| 14. \| 1 de febrero de 2022 \| Lima \| Perú \| 1-1 \| Empate \| Eliminatorias al Mundial Catar 2022 \| \| 15. \| 24 de marzo de 2022 \| Ciudad del Este \| Paraguay \| 1-3 \| Derrota \| Eliminatorias al Mundial Catar 2022 \| \| 16. \| 29 de marzo de 2022 \| Guayaquil \| Argentina \| 1-1 \| Empate \| Eliminatorias al Mundial Catar 2022 \| \| 17. \| 2 de junio de 2022 \| Harrison \| Nigeria \| 1-0 \| Victoria \| Amistoso \| \| 18. \| 5 de junio de 2022 \| Chicago \| México \| 0-0 \| Empate \| Amistoso \| \| 19. \| 11 de junio de 2022 \| Fort Lauderdale \| Cabo Verde \| 1-0 \| Victoria \| Amistoso \| \| 20. \| 23 de septiembre de 2022 \| Murcia \| Arabia Saudita \| 0-0 \| Empate \| Amistoso \| \| 21. \| 27 de septiembre de 2022 \| Düsseldorf \| Japón \| 0-0 \| Empate \| Amistoso \| \| 22. \| 20 de noviembre de 2022 \| Jor \| Catar \| 2-0 \| Victoria \| Mundial Catar 2022 \| \| 23. \| 25 de noviembre de 2022 \| Rayán \| Países Bajos \| 1-1 \| Empate \| Mundial Catar 2022 \| \| 24. \| 29 de noviembre de 2022 \| Rayán \| Senegal \| 1-2 \| Derrota \| Mundial Catar 2022 \| \| 25. \| 24 de marzo de 2023 \| Sídney \| Australia \| 1-3 \| Derrota \| Amistoso \| \| 26. \| 28 de marzo de 2023 \| Melbourne \| Australia \| 2-1 \| Victoria \| Amistoso \| \| 27. \| 17 de junio de 2023 \| Harrison \| Bolivia \| 1-0 \| Victoria \| Amistoso \| \| 28. \| 12 de octubre de 2023 \| La Paz \| Bolivia \| 2-1 \| Victoria \| Eliminatorias al Mundial 2026 \| \| 29. \| 17 de octubre de 2023 \| Quito \| Colombia \| 0-0 \| Empate \| Eliminatorias al Mundial 2026 \| \| 30. \| 16 de noviembre de 2023 \| Maturín \| Venezuela \| 0-0 \| Empate \| Eliminatorias al Mundial 2026 \| \| 31. \| 24 de marzo de 2024 \| Harrison \| Italia \| 0-2 \| Derrota \| Amistoso \| \| 32. \| 9 de junio de 2024 \| Chicago \| Argentina \| 0-1 \| Derrota \| Amistoso \| \| 33. \| 16 de junio de 2024 \| East Hartford \| Honduras \| 2-1 \| Victoria \| Amistoso \| \| 34. \| 22 de junio de 2024 \| Santa Clara \| Venezuela \| 1-2 \| Derrota \| Copa América 2024 \| \| 35. \| 26 de junio de 2024 \| Paradise \| Jamaica \| 3-1 \| Victoria \| Copa América 2024 \| \| 36. \| 30 de junio de 2024 \| Glendale \| México \| 0-0 \| Empate \| Copa América 2024 \| \| 37. \| 4 de julio de 2024 \| Houston \| Argentina \| 1-1 (2-4 p.) \| Empate \| Copa América 2024 \| \| 38. \| 6 de septiembre de 2024 \| Curitiba \| Brasil \| 0-1 \| Derrota \| Eliminatorias al Mundial 2026 \| \| 39. \| 10 de septiembre de 2024 \| Quito \| Perú \| 1-0 \| Victoria \| Eliminatorias al Mundial 2026 \| \| 40. \| 10 de octubre de 2024 \| Quito \| Paraguay \| 0-0 \| Empate \| Eliminatorias al Mundial 2026 \| \| 41. \| 15 de octubre de 2024 \| Montevideo \| Uruguay \| 0-0 \| Empate \| Eliminatorias al Mundial 2026 \| \| 42. \| 14 de noviembre de 2024 \| Guayaquil \| Bolivia \| 4-0 \| Victoria \| Eliminatorias al Mundial 2026 \| \| 43. \| 19 de noviembre de 2024 \| Barranquilla \| Colombia \| 1-0 \| Victoria \| Eliminatorias al Mundial 2026 \| \| 44. \| 25 de marzo de 2025 \| Santiago \| Chile \| 0-0 \| Empate \| Eliminatorias al Mundial 2026 \| \| 45. \| 5 de junio de 2025 \| Guayaquil \| Brasil \| 0-0 \| Empate \| Eliminatorias al Mundial 2026 \| \| 46. \| 10 de junio de 2025 \| Lima \| Perú \| 0-0 \| Empate \| Eliminatorias al Mundial 2026 \| |                          |                 |                |              |           |                                     |
| N.° | Fecha                    | Ciudad          | Rival          | Resultado    | Resultado | Competencia                         |
| 1. | 13 de junio de 2021      | Cuiabá          | Colombia       | 0-1          | Derrota   | Copa América 2021                   |
| 2. | 20 de junio de 2021      | Río de Janeiro  | Venezuela      | 2-2          | Empate    | Copa América 2021                   |
| 3. | 23 de junio de 2021      | Goiânia         | Perú           | 2-2          | Empate    | Copa América 2021                   |
| 4. | 27 de junio de 2021      | Goiânia         | Brasil         | 1-1          | Empate    | Copa América 2021                   |
| 5. | 3 de julio de 2021       | Goiânia         | Argentina      | 0-3          | Derrota   | Copa América 2021                   |
| 6. | 5 de septiembre de 2021  | Quito           | Chile          | 0-0          | Empate    | Eliminatorias al Mundial Catar 2022 |
| 7. | 9 de septiembre de 2021  | Montevideo      | Uruguay        | 0-1          | Derrota   | Eliminatorias al Mundial Catar 2022 |
| 8. | 7 de octubre de 2021     | Guayaquil       | Bolivia        | 3-0          | Victoria  | Eliminatorias al Mundial Catar 2022 |
| 9. | 10 de octubre de 2021    | Caracas         | Venezuela      | 1-2          | Derrota   | Eliminatorias al Mundial Catar 2022 |
| 10. | 14 de octubre de 2021    | Barranquilla    | Colombia       | 0-0          | Empate    | Eliminatorias al Mundial Catar 2022 |
| 11. | 11 de noviembre de 2021  | Quito           | Venezuela      | 1-0          | Victoria  | Eliminatorias al Mundial Catar 2022 |
| 12. | 16 de noviembre de 2021  | Santiago        | Chile          | 2-0          | Victoria  | Eliminatorias al Mundial Catar 2022 |
| 13. | 27 de enero de 2022      | Quito           | Brasil         | 1-1          | Empate    | Eliminatorias al Mundial Catar 2022 |
| 14. | 1 de febrero de 2022     | Lima            | Perú           | 1-1          | Empate    | Eliminatorias al Mundial Catar 2022 |
| 15. | 24 de marzo de 2022      | Ciudad del Este | Paraguay       | 1-3          | Derrota   | Eliminatorias al Mundial Catar 2022 |
| 16. | 29 de marzo de 2022      | Guayaquil       | Argentina      | 1-1          | Empate    | Eliminatorias al Mundial Catar 2022 |
| 17. | 2 de junio de 2022       | Harrison        | Nigeria        | 1-0          | Victoria  | Amistoso                            |
| 18. | 5 de junio de 2022       | Chicago         | México         | 0-0          | Empate    | Amistoso                            |
| 19. | 11 de junio de 2022      | Fort Lauderdale | Cabo Verde     | 1-0          | Victoria  | Amistoso                            |
| 20. | 23 de septiembre de 2022 | Murcia          | Arabia Saudita | 0-0          | Empate    | Amistoso                            |
| 21. | 27 de septiembre de 2022 | Düsseldorf      | Japón          | 0-0          | Empate    | Amistoso                            |
| 22. | 20 de noviembre de 2022  | Jor             | Catar          | 2-0          | Victoria  | Mundial Catar 2022                  |
| 23. | 25 de noviembre de 2022  | Rayán           | Países Bajos   | 1-1          | Empate    | Mundial Catar 2022                  |
| 24. | 29 de noviembre de 2022  | Rayán           | Senegal        | 1-2          | Derrota   | Mundial Catar 2022                  |
| 25. | 24 de marzo de 2023      | Sídney          | Australia      | 1-3          | Derrota   | Amistoso                            |
| 26. | 28 de marzo de 2023      | Melbourne       | Australia      | 2-1          | Victoria  | Amistoso                            |
| 27. | 17 de junio de 2023      | Harrison        | Bolivia        | 1-0          | Victoria  | Amistoso                            |
| 28. | 12 de octubre de 2023    | La Paz          | Bolivia        | 2-1          | Victoria  | Eliminatorias al Mundial 2026       |
| 29. | 17 de octubre de 2023    | Quito           | Colombia       | 0-0          | Empate    | Eliminatorias al Mundial 2026       |
| 30. | 16 de noviembre de 2023  | Maturín         | Venezuela      | 0-0          | Empate    | Eliminatorias al Mundial 2026       |
| 31. | 24 de marzo de 2024      | Harrison        | Italia         | 0-2          | Derrota   | Amistoso                            |
| 32. | 9 de junio de 2024       | Chicago         | Argentina      | 0-1          | Derrota   | Amistoso                            |
| 33. | 16 de junio de 2024      | East Hartford   | Honduras       | 2-1          | Victoria  | Amistoso                            |
| 34. | 22 de junio de 2024      | Santa Clara     | Venezuela      | 1-2          | Derrota   | Copa América 2024                   |
| 35. | 26 de junio de 2024      | Paradise        | Jamaica        | 3-1          | Victoria  | Copa América 2024                   |
| 36. | 30 de junio de 2024      | Glendale        | México         | 0-0          | Empate    | Copa América 2024                   |
| 37. | 4 de julio de 2024       | Houston         | Argentina      | 1-1 (2-4 p.) | Empate    | Copa América 2024                   |
| 38. | 6 de septiembre de 2024  | Curitiba        | Brasil         | 0-1          | Derrota   | Eliminatorias al Mundial 2026       |
| 39. | 10 de septiembre de 2024 | Quito           | Perú           | 1-0          | Victoria  | Eliminatorias al Mundial 2026       |
| 40. | 10 de octubre de 2024    | Quito           | Paraguay       | 0-0          | Empate    | Eliminatorias al Mundial 2026       |
| 41. | 15 de octubre de 2024    | Montevideo      | Uruguay        | 0-0          | Empate    | Eliminatorias al Mundial 2026       |
| 42. | 14 de noviembre de 2024  | Guayaquil       | Bolivia        | 4-0          | Victoria  | Eliminatorias al Mundial 2026       |
| 43. | 19 de noviembre de 2024  | Barranquilla    | Colombia       | 1-0          | Victoria  | Eliminatorias al Mundial 2026       |
| 44. | 25 de marzo de 2025      | Santiago        | Chile          | 0-0          | Empate    | Eliminatorias al Mundial 2026       |
| 45. | 5 de junio de 2025       | Guayaquil       | Brasil         | 0-0          | Empate    | Eliminatorias al Mundial 2026       |
| 46. | 10 de junio de 2025      | Lima            | Perú           | 0-0          | Empate    | Eliminatorias al Mundial 2026       |

### Goles internacionales
| \| N.° \| Fecha \| Lugar \| Rival \| Gol \| Resultado \| Resultado \| Competición \| \| --- \| ----------------------- \| ------------------------------------------------------ \| --------- \| --- \| --------- \| --------- \| -------------------------- \| \| 1. \| 11 de noviembre de 2021 \| Estadio Rodrigo Paz Delgado, Quito, Ecuador \| Venezuela \| 1–0 \| 1–0 \| Victoria \| Eliminatorias Mundial 2022 \| \| 2. \| 16 de junio de 2024 \| Pratt & Whitney Stadium, East Hartford, Estados Unidos \| Honduras \| 2–1 \| 2–1 \| Victoria \| Amistoso \| \| 3. \| 26 de junio de 2024 \| Allegiant Stadium, Paradise, Estados Unidos \| Jamaica \| 1–0 \| 3–1 \| Victoria \| Copa América 2024 \| |                         |                                                        |           |     |           |           |                            |
| N.° | Fecha                   | Lugar                                                  | Rival     | Gol | Resultado | Resultado | Competición                |
| 1. | 11 de noviembre de 2021 | Estadio Rodrigo Paz Delgado, Quito, Ecuador            | Venezuela | 1–0 | 1–0       | Victoria  | Eliminatorias Mundial 2022 |
| 2. | 16 de junio de 2024     | Pratt & Whitney Stadium, East Hartford, Estados Unidos | Honduras  | 2–1 | 2–1       | Victoria  | Amistoso                   |
| 3. | 26 de junio de 2024     | Allegiant Stadium, Paradise, Estados Unidos            | Jamaica   | 1–0 | 3–1       | Victoria  | Copa América 2024          |

## Estadísticas

### Clubes
Actualizado al último partido disputado el 15 de agosto de 2025.
| Club                              | Div.          | Temporada     | Liga  | Liga  | Liga   | Copas nacionales | Copas nacionales | Copas nacionales | Copas internacionales | Copas internacionales | Copas internacionales | Total | Total | Total  |
| Club                              | Div.          | Temporada     | Part. | Goles | Asist. | Part.            | Goles            | Asist.           | Part.                 | Goles                 | Asist.                | Part. | Goles | Asist. |
| --------------------------------- | ------------- | ------------- | ----- | ----- | ------ | ---------------- | ---------------- | ---------------- | --------------------- | --------------------- | --------------------- | ----- | ----- | ------ |
| Independiente del Valle · Ecuador | 1.ª           | 2019          | 1     | 0     | 0      | —                | —                | —                | —                     | —                     | —                     | 1     | 0     | 0      |
| Independiente del Valle · Ecuador | 1.ª           | 2020          | 2     | 0     | 0      | —                | —                | —                | —                     | —                     | —                     | 2     | 0     | 0      |
| Independiente del Valle · Ecuador | Total club    | Total club    | 3     | 0     | 0      | 0                | 0                | 0                | 0                     | 0                     | 0                     | 3     | 0     | 0      |
| C. A. Talleres (C) Argentina      | 1.ª           | 2020          | 1     | 0     | 0      | 2                | 0                | 0                | —                     | —                     | —                     | 3     | 0     | 0      |
| C. A. Talleres (C) Argentina      | 1.ª           | 2021          | 13    | 0     | 0      | 0                | 0                | 0                | 6                     | 0                     | 0                     | 19    | 0     | 0      |
| C. A. Talleres (C) Argentina      | Total club    | Total club    | 14    | 0     | 0      | 2                | 0                | 0                | 6                     | 0                     | 0                     | 22    | 0     | 0      |
| Bayer Leverkusen · Alemania       | 1.ª           | 2021-22       | 27    | 1     | 2      | 0                | 0                | 0                | 6                     | 1                     | 0                     | 33    | 2     | 2      |
| Bayer Leverkusen · Alemania       | 1.ª           | 2022-23       | 30    | 1     | 1      | 0                | 0                | 0                | 13                    | 0                     | 0                     | 43    | 1     | 1      |
| Bayer Leverkusen · Alemania       | 1.ª           | 2023-24       | 26    | 1     | 2      | 5                | 0                | 0                | 12                    | 0                     | 0                     | 43    | 1     | 2      |
| Bayer Leverkusen · Alemania       | 1.ª           | 2024-25       | 32    | 2     | 2      | 4                | 0                | 0                | 9                     | 1                     | 0                     | 45    | 3     | 2      |
| Bayer Leverkusen · Alemania       | 1.ª           | 2025-26       | 0     | 0     | 0      | 1                | 0                | 0                | 0                     | 0                     | 0                     | 1     | 0     | 0      |
| Bayer Leverkusen · Alemania       | Total club    | Total club    | 115   | 5     | 7      | 10               | 0                | 0                | 40                    | 2                     | 0                     | 165   | 7     | 7      |
| Total carrera                     | Total carrera | Total carrera | 132   | 5     | 7      | 12               | 0                | 0                | 46                    | 2                     | 0                     | 190   | 7     | 7      |
| 1. 2.                             |               |               |       |       |        |                  |                  |                  |                       |                       |                       |       |       |        |

### Selección
Actualizado al último partido disputado el 10 de junio de 2025.
| Selección       | Año             | Amistosos | Amistosos | Amistosos | Continental | Continental | Continental | Mundial | Mundial | Mundial | Total | Total | Total  | Media goleadora |
| Selección       | Año             | Part.     | Goles     | Asist.    | Part.       | Goles       | Asist.      | Part.   | Goles   | Asist.  | Part. | Goles | Asist. | Media goleadora |
| --------------- | --------------- | --------- | --------- | --------- | ----------- | ----------- | ----------- | ------- | ------- | ------- | ----- | ----- | ------ | --------------- |
| Sub-17          | 2019            | —         | —         | —         | 7           | 0           | 0           | 4       | 0       | 0       | 11    | 0     | 0      | 0               |
| Absoluta        | 2021            | —         | —         | —         | 12          | 1           | 0           | —       | —       | —       | 12    | 1     | 0      | 0.08            |
| Absoluta        | 2022            | 5         | 0         | 0         | 4           | 0           | 0           | 3       | 0       | 0       | 12    | 0     | 0      | 0               |
| Absoluta        | 2023            | 3         | 0         | 0         | 3           | 0           | 0           | —       | —       | —       | 6     | 0     | 0      | 0               |
| Absoluta        | 2024            | 3         | 1         | 0         | 10          | 1           | 0           | —       | —       | —       | 13    | 2     | 0      | 0.15            |
| Absoluta        | 2025            | 0         | 0         | 0         | 3           | 0           | 0           | —       | —       | —       | 3     | 0     | 0      | 0               |
| Absoluta        | Total           | 11        | 1         | 0         | 32          | 2           | 0           | 3       | 0       | 0       | 46    | 3     | 0      | 0.07            |
| Total selección | Total selección | 11        | 1         | 0         | 39          | 2           | 0           | 7       | 0       | 0       | 57    | 3     | 0      | 0.05            |
| 1. 2.           |                 |           |           |           |             |             |             |         |         |         |       |       |        |                 |

## Palmarés

### Campeonatos nacionales
| Título                | Club             | Año  |
| --------------------- | ---------------- | ---- |
| Bundesliga            | Bayer Leverkusen | 2024 |
| Copa de Alemania      | Bayer Leverkusen | 2024 |
| Supercopa de Alemania | Bayer Leverkusen | 2024 |

### Campeonatos internacionales
| Título                   | Club                    | Año  |
| ------------------------ | ----------------------- | ---- |
| Copa Sudamericana        | Independiente del Valle | 2019 |
| Copa Libertadores Sub-20 | Independiente del Valle | 2020 |

### Distinciones individuales
| Distinción                  | Año  |
| --------------------------- | ---- |
| 11 ideal de la Copa América | 2024 |